# 1939年天津水灾

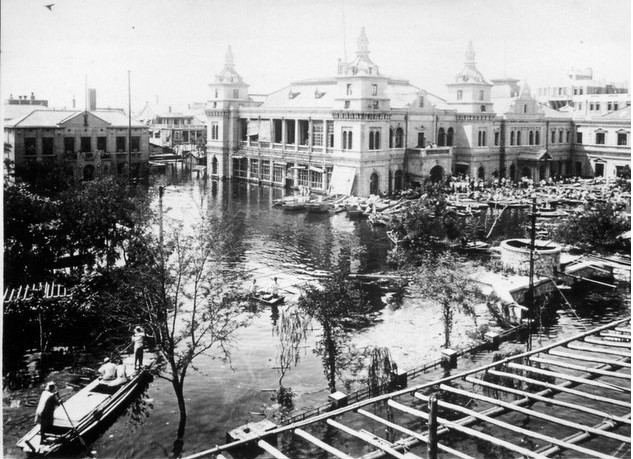
1939年天津大水中的日租界日本公会堂

1939年天津水灾是1939年8月至10月期间在中国天津发生的一次洪水灾害。这场灾害造成当时天津市区百分之八十的地区被洪水所淹，超过10万间房屋被冲毁，八百多万人受灾，六十五万天津及其周边居民成为灾民，造成直接经济损失约法币6亿元。

## 起因

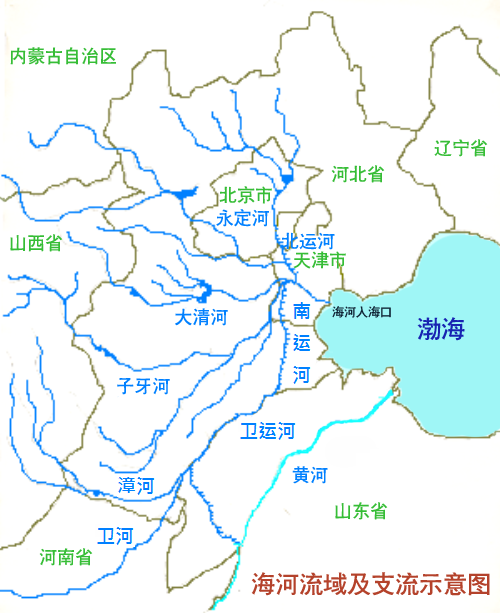
海河上游支流众多而下游泄水能力小，天津地处海河流域下游极易引洪水泛滥。

### 自然原因
天津地处华北平原，而华北平原西起太行山、北依燕山，这两座山脉的迎风区为大暴雨集中地带，而且这片区域地形陡峭，地势低洼，土层植被覆盖薄，特别容易造成大洪水。天津还处于海河流域下游，由于海河是由上游的永定河、北运河、大清河、子牙河和南运河五大河流还有众多支流等汇集而成的一条宽度不大且泄洪能力小的扇形水系，因此当天津及周边地区进入夏季雨季时，洪水来势凶猛且渲泻不畅，极易引起海河地区洪水泛滥。天津历史上曾经多次发生过水灾，从1653年到1939年之间，1653年、1654年、1668年、1801年、1871年、1890年和1917年这些年份，天津都遭遇了比较大的洪涝灾害。其中，比较严重的就是1917年和1939年这两次大水灾。

### 人为原因
除了1939年天津水灾的自然原因外，当时日本军方为了削弱抗日武装力量所采取的决堤放水的行动也使海河流域沿岸得防汛抗洪设施遭到了破坏。当时，日军扒开大清河、子牙河、滹沱河和滏阳河等河沿岸的182处河堤。

## 受灾情况

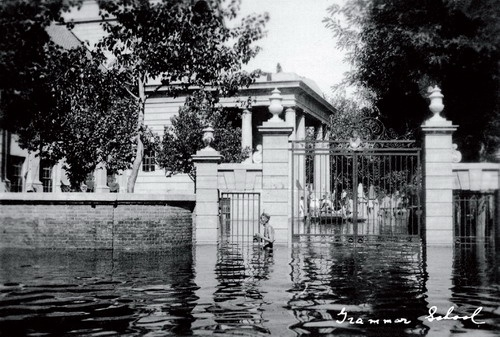
水灾时的英租界英国文法学校

1939年8月，华北地区普降暴雨，海河上游和天津市内多处河道水势猛涨，洪水汇成一片。1939年8月20日，陈塘庄大埝崩决，海河以南地区成为泽国。8月21日洪水进入天津市区，小刘庄、谦德庄和佟楼等地相继被洪水淹没。此后，天津市区百分之八十的地区被洪水所淹，大部分地区被洪水浸泡长达一个半月之久，天津的陆路交通和工商业濒临瘫痪，造成直接经济损失法币约6亿元。其中，六十五万天津及其周边居民成为灾民。1939年10月初，洪水告退，水灾过后，霍乱、伤寒和痢疾等病肆虐天津。其中，天津有五处地方受灾较为严重：
- 第一重灾区：1939年8月20日下午三点左右，陈唐庄大埝决堤，小刘庄、土城、东楼、谦德庄和佟楼等周围地区成为重灾区。
- 第二重灾区：1939年8月20日下午五时左右，南运河决口，洪水漫到墙子河，海河沿岸的天津英租界、天津法租界和天津日租界等周围地区成为重灾区。
- 第三重灾区：1939年8月20日晚上九时左右，洪水漫到天津老城，南市和广开西南城角等周围地区成为重灾区。
- 第四重灾区：1939年8月29日，海河冯家口决堤，大直沽、大王庄、唐家口、东局子、沈王庄和郭旺庄等周围地区成为重灾区。
- 第五重灾区：1939年8月30日，李公楼、凤林、合浦各村和西南隅等周围地区成为重灾区。[1]

## 抗灾情况

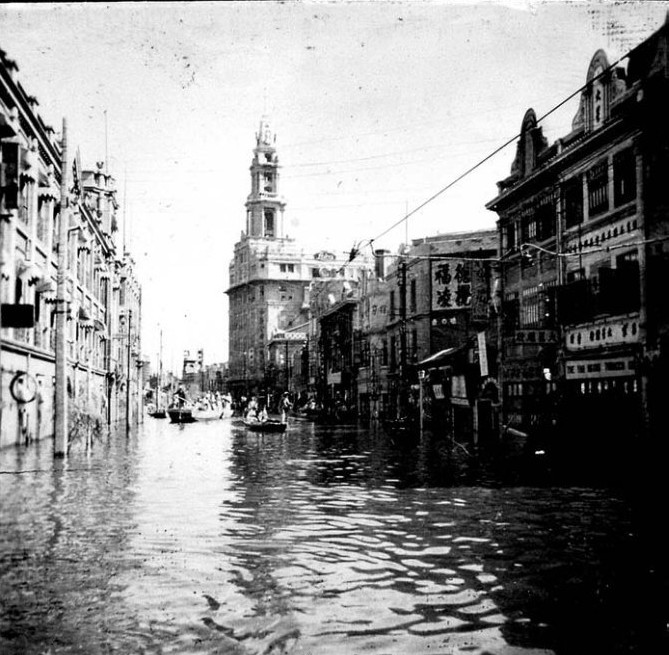
水灾时的日租界旭街

1939年8月20日，日军天津防卫司令官本间雅晴建议抗洪指挥命令系统一元化，时任天津市市长温世珍和天津英租界、天津法租界的首脑欣然同意。日本出动第二十七师团和中日官民以及英法驻屯军有关人员修坝排水并进行防疫、救护和清扫等抗灾工作。在抗灾过程中，天津市内的所有水上船只全部投入到救助灾民的行动中。天津市内被水淹没的平房和低层建筑中的居民被安置到安全的区域。由于天津市外的难民大量涌入天津地区，天津当局又开始组织力量将灾民向北京疏散。8月24日，天津当局制定并强制推行了食品等标准价格。9月27日，天津当局发布《水灾复兴资金贷付条例》。9月28日，天津当局进行清扫消毒检查。1939年10月初，洪水告退。